# Lactama

De izquierda a derecha, estructuras generales de una β-lactama, una γ-lactama, una δ-lactama y una ε-lactama.

Una lactama (el nombre es un acrónimo de las palabras lactona + amida) es una amida cíclica. Los prefijos indican cuántos átomos de carbono (aparte de la funcionalidad carbonilo) están presentes en el anillo: β-lactama (2 átomos de carbono, fuera del carbonilo, haciendo 4 átomos del anillo en total), γ-lactama (3 y 5), δ-lactama (4 y 6).

## Síntesis
Existen métodos de síntesis generales para la síntesis orgánica de lactamas.
- Se forman lactamas por el rearreglo catalizado por ácidos de las oximas, en el rearreglo de Beckmann.
- Se forman lactamas a partir de cetonas cíclicas y ácido hidrazoico en la reacción de Schmidt.

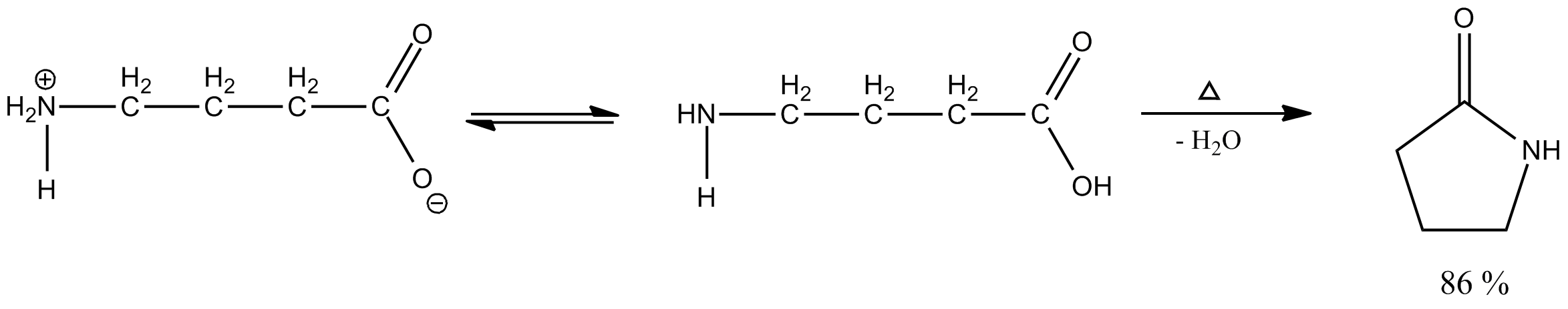
Reacción de Ciclación de un aminoácido a lactama.

- Se forman lactamas a partir de aminoácidos, por ciclización.

- En la yodolactamización[1] un ion iminio reacciona con un ion halonio formado in situ por reacción de un alqueno con yodo.

- Se forman lactamas por cicloadición dipolar 1,3 catalizada por cobre de alquinos y por-no nitronas en la reacción de el matho.

## Reacciones
- Las lactamas pueden polimerizarse para formar poliamidas.